# Elvira Pagã
Elvira Olivieri Cozzolino más conocida por su nombre artístico de Elvira Pagã (Itararé, 6 de septiembre de 1920-Río de Janeiro, 8 de mayo de 2003) a la que denominaron en el mundo anglosajón "The Original Bikini Girl", "The Brazilian Buzz Bomb"  fue una actriz, vedette, cantautora, compositora, escritora, pintora y activista brasileña de los años 40 y 50 del siglo XX, fue hermana de la también actriz Rosina Pagã. Fue la primera Reina del Carnaval de Río y la primera mujer en usar bikini en público. Considerada en su momento escandalosa, descarada, inmoral, extrovertida y desafiante, creó controversia y rompió el statu quo enfrentando la moral y el machismo reinante con audacia durante la dictadura militar brasileña y la década de los 60. Después se retiró de la vida pública y dedicó sus últimos años a escribir y pintar. Participó en ocho películas, tres de las cuales son consideradas clásicas del cine nacional.

## Biografía
Nació en Itararé, Sao Paulo con el nombre de Elvira Olivieri Cozzolino. Su padre era estadounidense y su madre paranaense. Cuando era pequeña la familia se mudó a Río de Janeiro, donde estudió en el Colegio de las Hermanas de la Inmaculada Concepción. Se casó a los 13 años con un hombre de 39 años, un millonario llamado Eduardo Duvivier. El matrimonio fue anulado algún tiempo después.
A mediados de los años 30 junto a su hermana Rosina crearon el dúo Irmãs Pagãs (en español Hermanas Pagas). Grabaron composiciones de los mayores autores de su tiempo como Assis Valente y Ari Barroso. Incursionaron en el cine, en shows y representaciones de radios logrando que su nombre se situara entre las principales intérpretes de la década. Elvira explicaba que su nombre, propuesto por Heitor Brandão era indicativo de pecadora en la época, sinónimo de escándalo, de atentado al pudor y a la inmoralidad en una sociedad conservadora en la que vivían. Junto con Luz Del fuego estaba considera como una de las mujeres más osadas de su tiempo. Desafiaba a la sociedad y a su conservadurismo, era transgresora de los límites y estuvo detenida en varias ocasiones por desacato a la autoridad y atentado al pudor.
El dúo se deshizo en los años de 1940 y su hermana Rosina se mudó a Estados Unidos tras casarse con un político. Las hermanas realizaron un total de trece discos, además de películas como Alô, Alô, Carnaval (1936), Cidade-Mulher (1936), la argentina Tres anclados en París, de 1938.
A principios de los años 50 se convirtió en una de las más famosas estrellas del Teatro de Revista. Considerada una de las sex symbols más codiciadas de la época fue elegida la primera Reina del Carnal de Río, una innovación en los festejos momescos, mantenida hasta el presente.
Elvira se convirtió en una de las mayores estrellas del Teatro de Revista, disputando el estrellato a Luz del Fuego, ambas consideradas las más mujeres brasileñas más osadas de su tiempo: fue la primera en usar biquini en la playa de Copacabana; y en 1954 posó desnuda para una foto, tras operarse los senos, que distribuía como tarjeta de Navidad a sus amigos y seguidores.
En algunas biografías del compositor Assis Valente le hacen responsable de una de sus tentativas de suicidio cuando intentó cobrarle una deuda.
A partir de la década de los 60, tras numerosos arrestos, ataques y enfrentamientos con los medios abandonó la vida artística. Dijo que no necesitaba amantes y se llamó a sí misma sacerdotisa, dedicándose a la pintura y adoptando un estilo esotérico. Fundó una secta relacionada con la Civilización Atalantis y seres extraterrestres. También se dedicó a la escritura publicando “Revelações” y “Vida e Morte”.
Con el paso de los años evitó el contacto con el público, y especialmente con la prensa y los paparazzi permaneciendo encerrada en un apartamento de Copacabana.
Murió a los ochenta y dos años el 8 de mayo de 2003 en la Clínica Santa Cristina en Santa Teresa, en la zona sur de Río. Su fallecimiento se conoció a los tres meses por deseo de su familia.

## Música
Su carrera musical se divide en dos etapas: la primera en la que cantaba con su hermana, en el dueto "Irmãs Pagãs" y la segunda etapa de su carrera solista, donde también se aventuró en la composición de marchas y sambas.
Junto a su hermana realizaron giras por la Argentina, Perú, Chile, durante cuatro meses. También se presentaron en radios, como la Mayrink Veiga; y con ella grabó trece discos.
Su primer disco solista data de 1944. Un año después grabó un nuevo trabajo que constituyó una novedad para la época, ya que solo tenía cuatro temas. Grabó en diversos estudios, como el Continental, Todamérica, y otros, además de diversas coautorías, como con Herivelto Martins, Orlando Silva y otros.

### Composiciones
Su primera composición fue de 1950, con el samba "Batuca Daqui, Batuca de Lá", en asociación con Antônio Valentim. De ese mismo año fue su baião "Vamos Pescar"; del año siguiente, con el mismo coautor, fue el baião "Saudade Que Vive em Mim"; y, la marcha "A Rainha da Mata", y el samba "Cacetete, Não!".  Otras de sus composiciones fueron:
- "Reticências" - samba. 1953
- "Sou Feliz", con M. Zamorano. 1953
- "Vela Acesa", con Antônio Valentim y Orlando Gazzaneo - samba
- "Viva los Toros", con Orlando Gazzaneo
- "Marreta o Bombo" - marcha
- "Condenada" - samba

### Discografía
Desde el inicio de su carrera solista, en 1944, con los temas "Arrastando o Pé",  "Samburá", por la Discográfica Continental, participando también de algunos discos, por ese sello.  Se pasó al "Sello Star" en 1949;  y, en 1951 al "Sello Carnaval". A partir de 1953, graba para la "Todamérica", "Marajoara" y en "Ritmos" - última en grabar y producir sus participaciones.

## Filmografía
Elvira Pagão tuvo pequeñas apariciones en "Vegas Nights" (1948), y en "Écharpe de Seda" (1950).  Su filmografía incluye, también:
- Alô, Alô Carnaval 1936
- Assim Era a Atlântida, 1975
- Aviso aos Navegantes, 1950
- Écharpe de seda, 1950
- O Bobo do Rei, 1936
- Vegas Nights, 1948
- Carnaval no Fogo, 1949
- Cidade-Mulher, 1936
- Dominó Negro, 1949
- Favela, 1939
- Laranja-da-China, 1940
- Tres anclados en París, 1938

## Reconocimientos
- 1950: primera Reina del Carnaval Carioca.
- Elvira Pagã  es el título de un tema de rock, compuesto por la dupla Rita Lee y Roberto de Carvalho.[13][14]

- En 1972, el cineasta Ivan Cardoso realizó el filme "Programa Chuva de Brotos - Elvira Pagã",[15] sobre la cantora y vedette.